# Terra di Bari (olio di oliva)
L'olio Terra di Bari è un olio extravergine di oliva a denominazione di origine protetta.

## Tipologia
La denominazione di origine controllata Terra di Bari è sempre accompagnata da una delle tre seguenti menzioni geografiche aggiuntive:

### Castel del Monte
necessita dell'olio extravergine di oliva ottenuto dalla varietà Coratina per almeno l'80%. La zona di produzione comprende i comuni di Altamura, Andria, Barletta, Bisceglie, Canosa di Puglia, Corato, Gravina in Puglia, Minervino Murge, Poggiorsini, Spinazzola.

### Bitonto
necessita dell'olio extravergine d'oliva ottenuto dalla varietà Cima di Bitonto e Coratina per almeno l'80%. La zona di produzione comprende i comuni di Acquaviva delle Fonti, Adelfia, Bari, Binetto, Bitetto, Bitonto, Bitritto, Capurso, Cassano delle Murge, Cellamare, Gioia del Colle, Grumo Appula, Modugno, Molfetta, Noicattaro, Palo del Colle, Ruvo di Puglia, Sammichele di Bari, Sannicandro di Bari, Santeramo in Colle, Terlizzi, Toritto, Triggiano e Valenzano.

### Murgia dei Trulli
necessita dell'olio extravergine d'oliva ottenuto dalla varietà Cima di Mola per almeno il 50%. La zona di produzione comprende i comuni di Alberobello, Castellana Grotte, Casamassima, Conversano, Locorotondo, Monopoli, Mola di Bari, Noci, Polignano a Mare, Putignano, Rutigliano e Turi.